# Lombard (Illinois)
Lombard is een plaats (village) in de Amerikaanse staat Illinois, en valt bestuurlijk gezien onder DuPage County.

## Demografie
Bij de volkstelling in 2000 werd het aantal inwoners vastgesteld op 42.322. In 2006 is het aantal inwoners door het United States Census Bureau geschat op 42.792, een stijging van 470 (1,1%).

## Geografie
Volgens het United States Census Bureau beslaat de plaats een oppervlakte van 25,1 km², geheel bestaande uit land. Lombard ligt op ongeveer 223 m boven zeeniveau.

## Plaatsen in de nabije omgeving
De onderstaande figuur toont nabijgelegen plaatsen in een straal van 8 km rond Lombard.

## Geboren in Lombard
- Charles Tilly (1939 - 2008), socioloog, politicoloog en historicus
- Mary Elisabeth Mastrantonio (1958), filmactrice